# Jauges du New York Yacht Club
Les jauges du New York Yacht Club sont les différentes jauges de course à la voile adoptées par le New York Yacht Club depuis sa fondation en 1844, principalement destinées à effectuer un classement en temps compensé. Certaines de ces jauges ont été utilisées pour la Coupe de l'America. 

## Jauge au tonnage de 1844
La formule de la jauge de 1844 donne un tonnage :
{\displaystyle {NYYC\ 1844\ Tonnage}={\frac {({Longueur}-{\frac {3}{5}}\cdot {Bau})\cdot {Bau}\cdot \ Creux}{95}}}
suivant les mesures suivantes :
- {\displaystyle Longueur} mesurée de l'étrave à l'étambot,
- {\displaystyle Bau} le maître bau,
- {\displaystyle Creux} le creux.

Cette formule est proche de la jauge britannique Builder's Old Measurement : 
{\displaystyle {Builder's\ Tonnage}={\frac {({Longueur}-{\frac {3}{5}}\cdot {Bau})\cdot {Bau}\cdot {\frac {Bau}{2}}}{94}}}
Dans la formule du Builder's Old Measurement, le creux du navire est estimé comme égal à Bau/2, même s'il est bien plus important, ce qui favorise les bateaux profonds et étroits, des voiliers dits plank on edge, planche sur la tranche. Sur la côte Est des États-Unis la mode est aux bateaux larges et peu profonds, équipés de lests mobiles (Sandbaggers), plus tard nommés les plats à barbe, dits skimming dishes.

## Jauge à la surface de flottaison de 1853 à 1871
Cette jauge du New York Yacht Club est utilisée entre 1853 et 1871. La formule consiste à multiplier la longueur de quille par la largeur au maître bau.
Pour la régate annuelle du New York Yacht Club de 1862 (New York Yacht Club Annual Regatta) la jauge utilisée est une aire en pieds carrés calculée en multipliant la longueur de flottaison par la largeur au maître bau. En fonction de ce rating, les bateaux sont classés en classes qui se voient allouer une compensation de temps (time allowance), pour la première classe par exemple, une seconde par pied carré. Une table des temps rendus a même été réalisée pour cette jauge à la surface.

## Jauges au volume de 1871 à 1882
Selon Thomas Lawson, le NYYC aurait adopté en 1871 une formule de jauge basée sur le volume de la partie immergée, jauge rapidement remplacée par le volume de la coque située en dessous du plus petit franc bord. Cette jauge aurait donc été appliquée aux concurrents de la Coupe de l'America après 1871, donc en 1876 et en 1881. Elle est qualifiée dans la presse et la littérature anglophone de cubical contents rule.
La formule de la Cubical Contents Rule consiste à diviser la longueur de flottaison {\displaystyle LWL} en quatre parties égales. Le déplacement {\displaystyle D} est obtenu à partir de l'aire {\displaystyle A} de trois de ces sections, suivant la formule :
{\displaystyle D=100\cdot {\sqrt[{3}]{\frac {A\cdot LWL}{4}}}}.

## Jauge à la voilure de 1883
En 1883, le New York Yacht Club adopte une jauge à la voilure, ou à la longueur et à la voilure (lenght and sail area rule), qui est en fait une formule modifiée de la jauge du Seawanhaka de 1883 :
{\displaystyle NYYC\ 1883\ Rating={\frac {2\cdot LWL+{\sqrt {S}}}{3}}}.
avec pour paramètres :
- {\displaystyle LWL} = longueur de flottaison,
- {\displaystyle S} = surface des voiles, mesurée le long des espars,
- {\displaystyle Rating} = rating en pieds.

Cette version de la jauge pénalise moins la voilure par rapport à la longueur de flottaison que la jauge du Seawanhaka Corinthian Yacht Club. Des différences importantes entre l'activité des deux clubs peuvent justifier l'adoption de formules différentes : le Seawanhaka Corinthian Yacht Club organise des régates dans le domaine du yaching léger. La Seawanhaka Cup est courue par des voiliers de 15 à 25 pieds de rating. Le New York Yacht Club s'intéresse au yachting lourd, comme les voiliers de la Coupe de l'America. 
Les courses de la Coupe de l'America de 1885, 1886 et 1887 se font en utilisant cette jauge,. 
Le rating des voiliers Puritan en 1885, Galatea en 1886 et Thistle en 1887, prouve bien que la jauge en usage ces années-là pour la Coupe de l'America était bien la jauge particulière du NYYC de 1883, où la longueur compte deux fois plus que la racine carrée de la voilure. 

## Jauge à la voilure de 1890
Le NYYC ne revient à la formule de 1883 de la Sewanhaka rule qu'en 1890.
{\displaystyle NYYC\ 1890\ Seawanhaka\ 1883\ Rating={\frac {LWL+{\sqrt {S}}}{2}}}.
Les Coupes de l'America de 1893 à 1903 sont disputées suivant cette jauge, à la formule de 1883 du Seawanhaka. Les ratings des voiliers Defender et Valkyrie III en 1895, Columbia et Shamrock en 1899 sont bien calculés avec la formule où la longueur et la racine carrée de la voilure sont prises à valeur égale. 

## Jauge universelle de 1903

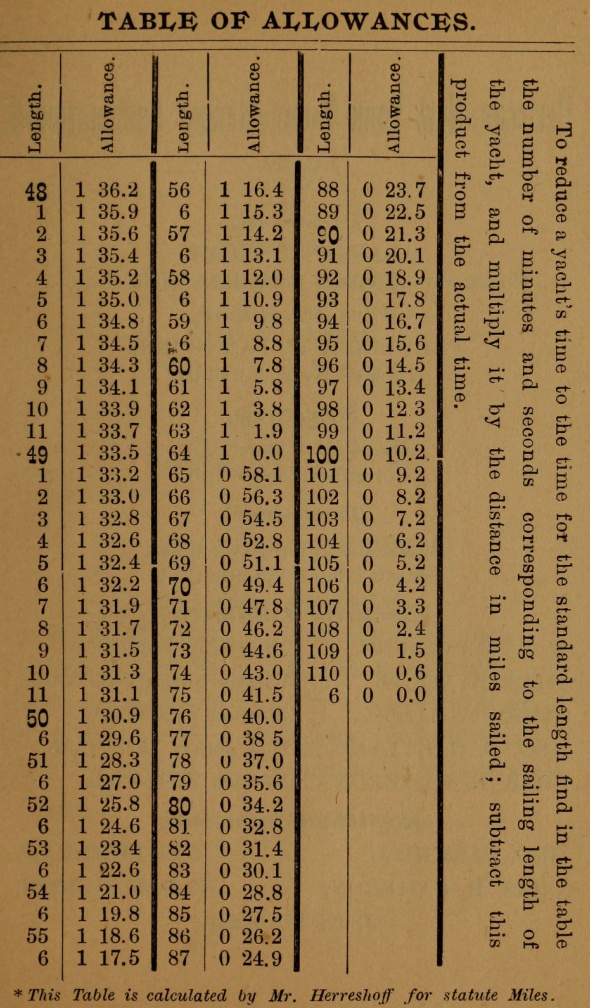
Table des temps rendus (page 4) de Nathanael Herreshoff publiée en 1892 par la New York Yacht Racing Association

Le 13 février 1902 le New York Yacht Club désigne une commission chargée d'élaborer une nouvelle jauge. Le New York Yacht Club adopte en 1903 la Jauge universelle de Nathanael Herreshoff. Le coefficient de 18 % est adopté pour que les voiliers soient en accord avec la table des temps rendus (time allowance table) en usage à l'époque. Dans les années 1904 et 1905 cette jauge est mise en place dans les clubs de la Côte Est des États-Unis et dans la région des Grands lacs.
La formule de la Jauge universelle est :
{\displaystyle Rating={\frac {0,18\cdot L\cdot {\sqrt {S}}}{\sqrt[{3}]{D}}}}.
Cette jauge, à vocation universelle, est destinée à établir un classement équitable de voiliers différents participant à une régate. Le temps compensé est calculé à partir du temps effectif de course suivant une table de temps compensés de Nathanael Greene Herreshoff, Time Allowance Table for One Nautical Mile in Seconds and Decimals en 1867, publiées dans le premier bulletin du Boston Yacht Club. 
La jauge universelle est appliquée à la Coupe de l'America de 1920 avec une allégeance de temps suivant la table d'Herreshoff, puis donne naissance à des classes distinctes de voiliers, dont les Classe J, qui se disputent les Coupes de 1930 à 1937 sans compensation de temps : les  Classe J ont le même rating maximum de 76 pieds à la Jauge universelle.

## Les jauges d'après 1945
En 1931, une commission du New York Yacht Club décide, en présence de représentants européens, que la Jauge universelle serait réservée aux grands voiliers alors que la Jauge internationale s'appliquerait aux plus petits. 
La Cour suprême de New York décide en 1956 que les concurrents de la Coupe de l'America seront désormais des 12 Metre à la Jauge internationale. En 1958, des 12 Metre courent la Coupe de l'America. Ils sont suivis par les Class America en 1992. Mais depuis les Classe J, les jauges ne sont plus généralistes, mais à restrictions, pour des régates disputées sans temps compensés.